# Musique française
 (avril 2025).

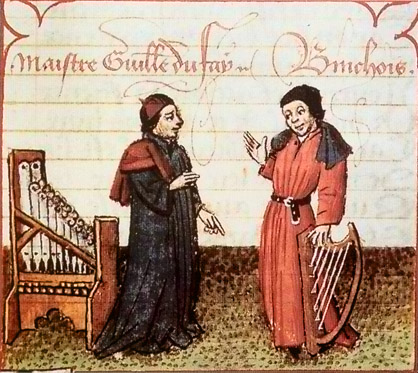
Dufay

La musique française est née au Moyen Âge, avec le genre proche du plain-chant grégorien, nommé organum. Elle s'est ensuite développée sous l'égide de l'école de Notre-Dame ou de l'Ars antiqua avec le conduit, un chant de procession. À cette époque, les troubadours et les trouvères affirmaient davantage l'indépendance de l'art lyrique face au clergé.
Puis dans les classes aisées s'est développée l'école de l'Ars nova autour de la création de motets et de messes, mais aussi de chansons profanes, dédiées à la distraction.
La Renaissance a vu se développer la polyphonie et le chant. À partir du tournant du XVIe au XVIIe siècle, début de la période de la musique baroque, on vit apparaître de nouveaux genres comme l'air de cour, le ballet de cour, et la suite de danses. La musique instrumentale prit davantage d'importance. L'opéra fut introduit en France par Jean-Baptiste Lully dans les années 1670. Enfin, les chants régionaux, militaires, marins, religieux, ouvriers et paysans ont fait leur réapparition dans le patrimoine musical français ces dernières années, notamment grâce au Chœur Montjoie Saint Denis.

## Musique classique

### Musique médiévale
Les troubadours et les trouvères étaient parfois de simples artistes invités dans les cours des nobles, qui firent de ceux-ci des mélomanes en ramenant la musique aux affaires (de cœur) humaines par le moyen de chansonnettes. Cet engouement musical suscita la vocation des jongleurs, ces musiciens itinérants qui n'étaient que les interprètes de compositions créées par les précédents, et qui n'hésitaient pas à parler la langue vulgaire.
Dans les siècles qui suivirent l'Ars nova, la création musicale va s'affiner et se complexifier, mais elle se fera toujours loin du peuple, qui lui préférera les chants à boire, les chants de table, les chants de travail ou les chants à danser, pratiqués sur des instruments moins « nobles », et donc plus proches de la nature.
Principaux compositeurs
- Adam de la Halle
- Guillaume de Machaut
- Pérotin
- Philippe de Vitry

### Musique de la Renaissance
- Josquin des Prés
- Guillaume Dufay
- Roland de Lassus
- Clément Janequin
- Guillaume Morlaye
- Jean-Paul Paladin
- Albert de Rippe
- Adrian Le Roy
- Pierre Attaingnant

### Musique baroque

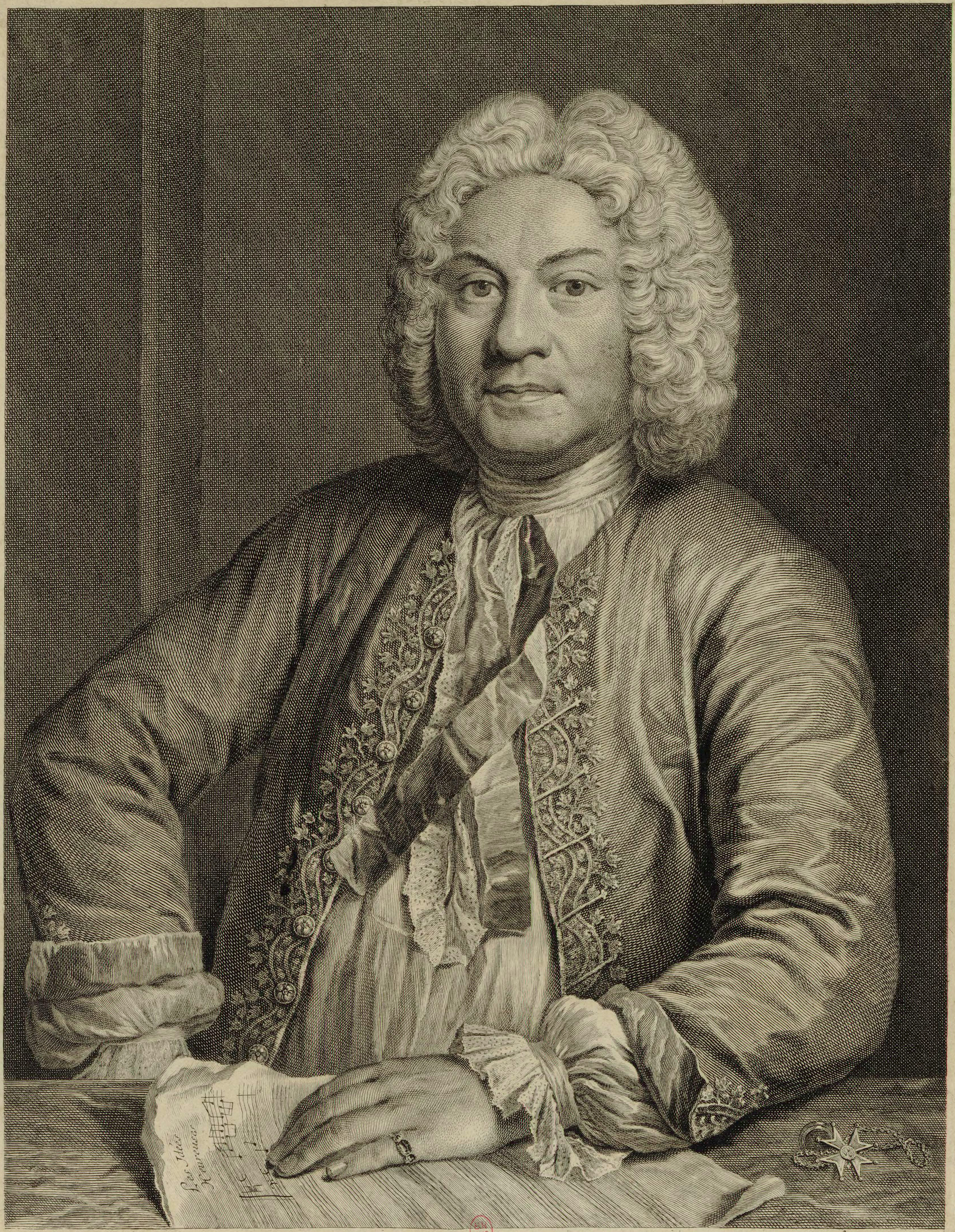
François Couperin vers 1700

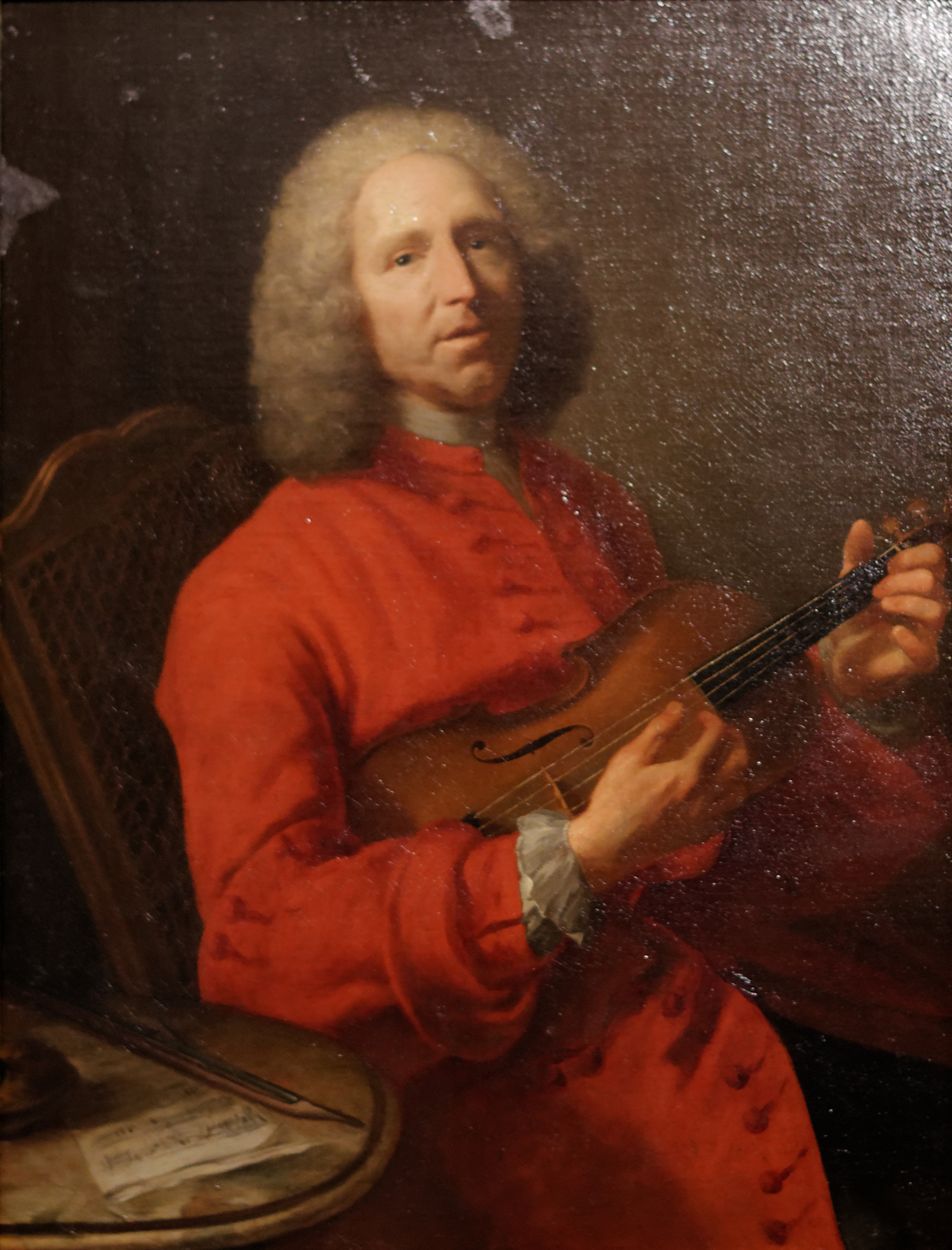
Rameau par Joseph Aved (vers 1760)

La période baroque voit se développer différents genres autour du ballet à la cour de France :
- le ballet de cour,
- la comédie-ballet (l'Amour médecin et le Bourgeois gentilhomme de Jean-Baptiste Lully et Molière),
- l'opéra-ballet (L'Europe galante d'André Campra, Les Indes galantes de Jean-Philippe Rameau),
- l'acte de ballet (Pygmalion de Jean-Philippe Rameau).

Compositeurs marquants
- Marc-Antoine Charpentier
- François Couperin
- Michel-Richard de Lalande
- Jean-Baptiste Lully
- Marin Marais
- Jean-Philippe Rameau
- Robert II Ballard
- Charles Bocquet
- François Dufaut
- Jacques Gallot
- Jean-Marie Leclair
- Ennemond Gaultier, dit Le Vieux Gaultier;
- Denis Gaultier, dit Gaultier le Jeune;
- René Mézangeau
- Charles Mouton
- Germain Pinel
- Robert de Visée
- Nicolas Vallet
- Nicolas de Grigny

Écoles
- École française de clavecin
- École française d'orgue
- École française de luth
- École française de violon

### Musique classique
- Luigi Cherubini
- Nicolas Dalayrac
- Frédéric Duvernoy
- André Grétry
- François-Joseph Gossec
- Étienne Nicolas Méhul
- George Onslow
- François-André Danican Philidor
- Chronologie des opéras français des XVIIe et XVIIIe siècles

### Musique romantique

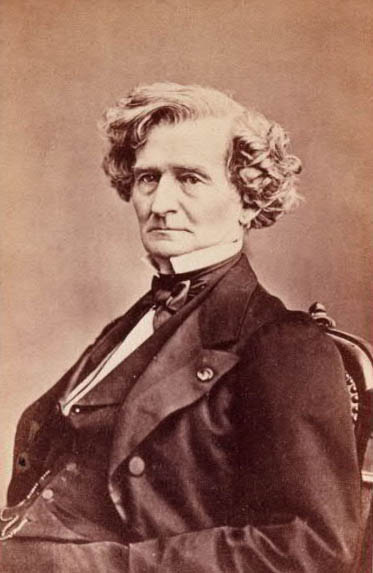
Photographie de Berlioz, illustrant l'édition originale de ses Mémoires

- Hector Berlioz
- Georges Bizet
- Emmanuel Chabrier
- Jacques Offenbach
- Ernest Chausson
- Léo Delibes
- Paul Dukas
- Henri Duparc
- Charles Gounod
- Édouard Lalo
- Albéric Magnard
- Jules Massenet
- Camille Saint-Saëns
- César Franck
- Charles-Marie Widor
- Louis Vierne
- Vincent d'Indy
- Gabriel Fauré
- Guy Ropartz
- Charles-Valentin Alkan

### Musique moderne

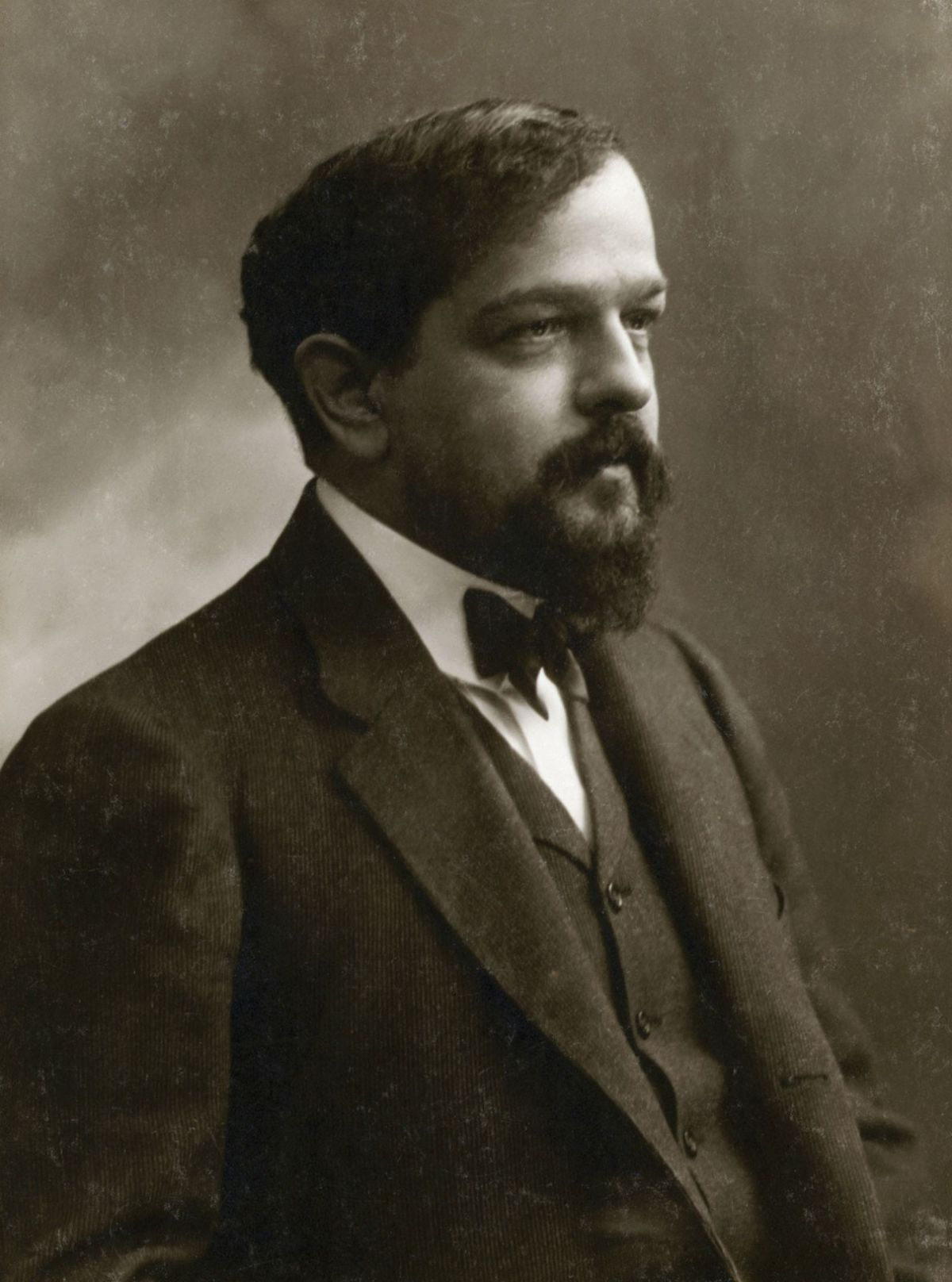
Photographie de Claude Debussy par Paul Nadar en 1909

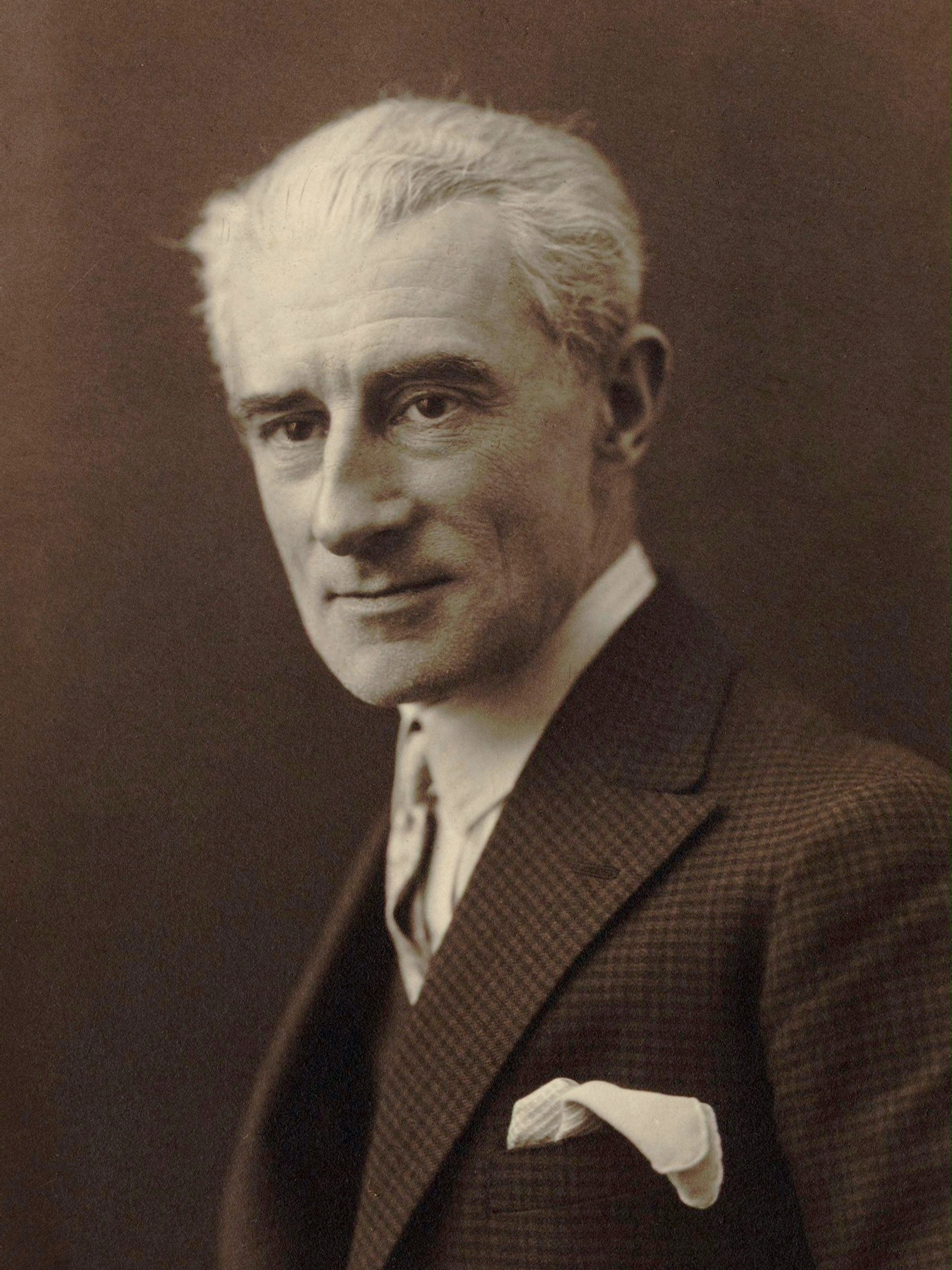
Photographie de Maurice Ravel en 1925

- André Caplet
- Claude Debussy
- Alfred Desenclos
- Marcel Dupré
- Maurice Duruflé
- Henri Dutilleux
- Maurice Emmanuel
- Arthur Honegger
- Jacques Ibert
- André Jolivet
- Charles Koechlin
- Olivier Messiaen
- Darius Milhaud
- Francis Poulenc
- Maurice Ravel
- Albert Roussel
- Erik Satie
- Henri Sauguet
- Florent Schmitt
- Déodat de Séverac
- Germaine Tailleferre
- Charles Tournemire

### Musique contemporaine
- Pierre Boulez
- Gérard Grisey
- Pascal Dusapin
- Pierre Henry
- René Leibowitz
- Tristan Murail
- Pierre Schaeffer
- Eric Tanguy
- Jean-Luc Hervé

## Musique traditionnelle et folklorique
Si on ne peut exactement dater l'apparition de la musique traditionnelle ou folklorique car elle est essentiellement de transmission orale, des instruments tels que la cornemuse semblent avoir une longue histoire au sein des divers peuples formant la France. De toute évidence, une musique régionale a pu se développer en même temps que les patois, loin des villes et des classes aisées. Il est probable que le métier de musicien ambulant fut très tôt apprécié par les campagnes où ses chansonnettes venaient compléter celles existant déjà dans les divers corps de métiers. Plus récemment, le Chœur Montjoie Saint Denis, fondé en 1979, a largement contribué à la redécouverte des chants régionaux, militaires, marins, religieux, ouvriers et paysans.

### Types de musiques régionales
Il existe aux quatre coins de la France des musiques régionales, propres à des langues régionales, des traditions. Ces musiques se rattachent parfois à des genres plus vastes comme la musique germanique pour l'alsacienne ou la musique celtique pour la bretonne par exemple. Malgré leurs parentés internationales, elles se déclinent néanmoins de façon particulière en France. Les musiques à danser trouvent une richesse et une origine souvent localisable dans les régions de france. Mais ces danses ont tellement voyagé, parfois dans toute l'Europe et même au-delà, qu'elles constituent un vaste patrimoine qui ne demande qu'à être partagé.
Musiques régionales
- Musique alsacienne
- Musique auvergnate
- Musique basque
- Musique bretonne
- Musique du centre (Berry, Bourbonnais, Nivernais, Morvan)
- Musique corse
- Musique flamande
- Musique landaise
- Musique limousine
- Musique occitane
- Musique picto-saintongeaise
- Musique provençale

Musiques d'outremer
- Musique des Antilles françaises
- Musique calédonienne
- Musique guyanaise
- Musique polynésienne
- Musique réunionnaise

## Musique de film
Depuis l'Assassinat du duc de Guise (1908) dont la musique est composée  par Camille Saint-Saëns jusqu'aux dernières productions des années 2010, plusieurs générations de compositeurs se sont succédé.
1890s
- Jean Wiéner (1896-1982)
- Georges Auric (1899-1983)

1900s
- Georges van Parys (1902-1971)
- Joseph Kosma (1905-1969)

1920s
- Gérard Calvi (1922-2015)
- Maurice Jarre (1924-2009)
- Georges Delerue (1925-1992)

1930s
- Michel Magne (1930-1984)
- Claude Bolling (1930-2020)
- Francis Lai (1932-2018)
- Michel Legrand (1932-2019)
- François de Roubaix (1939-1975)

1940s
- Vladimir Cosma (1940)
- Jean-Claude Petit (1943)
- Gabriel Yared (1949)

1950s
- Laurent Petitgirard (1950)
- Bruno Coulais (1954)

1960s
- Alexandre Desplat (1961)
- Jean-Michel Bernard (1961)
- Pierre Adenot (1965)
- Philippe Rombi (1968)

1970s
- Matthieu Gonet (1972)
- Christophe Julien (1972)
- Éric Neveux (1972)
- Cyrille Aufort (1974)
- Laurent Perez del Mar (1974)

1980s
- Mathieu Lamboley (1980)
- Romain Trouillet (1986)
- Valentin Hadjadj
- Erwann Chandon
- Benjamin Ribolet
- Romain Allender
- Sylvain Morizet

## Musique populaire
Bien que l'origine des musiques populaires remonte au XIXe siècle, c'est au XXe siècle qu'elles prennent leur essor, avec d'une part des genres propres à la France, et d'autre part, des genres importés. Toutefois « l'exception » française, avec sa politique de soutien de l'identité culturelle nationale, se retrouve même dans ces genres importés qui sont interprétés avec un style français. Ce n'est pas simplement le fait de chanter en français qui distingue ici les artistes, mais bien un style musical ou une instrumentation spécifique.

### Chanson française
La chanson française est un style typique de la musique française, et est très populaire en France. Les artistes classiques les plus importants sont : Charles Trenet, considéré comme le père de la chanson moderne après le renouveau de rythmes et de mots qu'il apporta dans les années 1930, Édith Piaf, Monique Serf (Barbara), Georges Brassens, Jacques Brel, Léo Ferré, Jean Ferrat, Claude Nougaro, Annie Cordy, Charles Aznavour, Mireille Mathieu, Dalida, Frida Boccara, Gilbert Bécaud, Serge Gainsbourg, Salvatore Adamo, et Brigitte Fontaine.
Pendant les années 1970, dans des styles variés, des artistes ont renouvelé la chanson française : Johnny Hallyday, Michel Sardou, Claude François, Joe Dassin, Serge Lama, Sheila, Dalida, Frida Boccara, Eddy Mitchell, Jacques Dutronc, Françoise Hardy, Véronique Sanson, Renaud, Francis Cabrel, Alain Souchon, Jacques Higelin, Bernard Lavilliers, Alain Chamfort, et aussi dans les années 1980 (Mylène Farmer, Alain Bashung, Étienne Daho, Têtes Raides), jusque maintenant (Vanessa Paradis, Jason Kouchak, Matthieu Chedid, Jean-Louis Murat, Miossec, Mathieu Boogaerts, Daniel Darc, Vincent Delerm).
Le côté plus commercial et populaire de la « chanson » est appelé « variété », et comprend des artistes comme Francis Cabrel, Alain Souchon, Laurent Voulzy, et Jean-Jacques Goldman. Plus récemment, le succès de l'émission Star Academy a engendré une nouvelle génération d'artistes de musique populaire comme Jenifer et Nolwenn Leroy. Mylène Farmer a inspiré des artistes pop rock comme  Zazie, Alizée et Lorie, et des chanteuses comme Shy'm, Nadiya et Ophélie Winter.
À partir des années 1990, de nombreux artistes Français se distinguent à l'international par leur créativité en musique électronique, qui signe la naissance de la musique house Française que l'on surnomme la French Touch.

### Musique actuelle
- Bal musette
- Jazz manouche
- Punk français
- Rock français
- Rap français
- RnB contemporain français
- Dancehall/Ragga français
- Reggaeton français
- Zouglou francophone
- Coupé-décalé francophone
- Logoby francophone
- Zouk français
- Disco français
- French touch (house/techno/electro… française)
- Turntablism / platinisme
- Tecktonik
- Electro français, French touch (musique), Musique électronique française
- Folk français, Groupes français de musique folk
- Jazz français, Chanteurs français de jazz
- Pop rock français, Groupes français de pop rock
- Reggae français[1], Groupes français de reggae
- Country français
- Blues français
- Rock garage français, Groupes de garage français rock
- World française
- Ska français, Groupes français de ska
- Raï Français
- Gypsy pop (The Gypsy Queens, Kendji Girac)
- Tango français
- Opérette française, Compositeurs français d'opérette
- Black Metal français